# Фрейзър Кембъл
Фрейзър Лий Кембъл (на английски: Fraizer Lee Campbell) е английски професионален футболист, централен нападател. Той е играч на Кардиф. Висок е 180 см.
Кембъл е играл за отборите на Мначестър Юнайтед, Роял Антверп (под наем), Хъл Сити (под наем), Тотнъм (под наем).
Преминава в Съндърланд през лятото на 2009 г. Кембъл има и записани мачове с младежкия национален отбор на родината си.